# Trash Groove Girls
Trash Groove Girls war eine New-Wave-Band aus Düsseldorf, die 1986 vom Produzenten und Songschreiber Chris Garland zusammengebracht wurde. Die Urbesetzung bestand aus Simone Stepputat, Andrea Willert und Katinka Päkel, zu denen sich als Studiomusiker der Schlagzeuger Michael Richter gesellte. Andrea Willert wurde auf dem zweiten Album durch Barbara Matzner ersetzt. Die Gruppe konnte kurze Zeit einige Achtungserfolge erzielen, u. a. als Vorgruppe der Einstürzenden Neubauten und fand beachtenswerte Aufmerksamkeit durch die Musikpresse. Der kommerzielle Durchbruch blieb allerdings aus und so löste sich die Gruppe nach knapp zwei Jahren Aktivität, zwei Singles und zwei Studioalben auf.

## Diskografie

### Alben
- 1986: Vol. 1 Arbeit, Sport & Spiel (What’s So Funny About)[4]
- Unbekannt: Disco-Tech (Robot Düsseldorf)

### Singles
- 1987: Trash Beat / Zero (What’s So Funny About)
- Unbekannt: Wild Love (Robot Düsseldorf)